# そのこ
そのこ（1981年4月23日 - ）は、日本のお笑い芸人。吉本興業東京本部所属。

## 来歴
元自衛官。退官前の階級は三等陸曹で職種は需品科。20歳から陸上自衛隊帯広駐屯地で自衛官として働き、災害などが発生した場合の衣食住に関する支援運動などに携わっていた。芸人に転身するきっかけはアンジェラ・アキのものまねを披露して周囲から爆笑を獲りその快感が忘れられなかったこと、さらに昔から列車接近メロディの好きな鉄道オタクでもあり「芸人になって電車ものまねをやりたい」という夢ができたことで16年間勤務してきた自衛官を退職、2018年にNSC東京校へ24期生として入学した。NSC時代には五十川恵里とコンビ「エンペラー」を結成し、M-1グランプリにも出場。卒業ライブでは120組もの24期生の中から上位3組にまで残る。NSC卒業後、芸歴約1年時点で『女芸人No.1決定戦 THE W』2019年大会にて決勝進出。
2020年からは神保町よしもと漫才劇場に出演し、同年の第5回上方漫才協会大賞では新人賞にノミネートされた。

## 芸風
舞台衣装は駅員の制服を着用。
大の鉄道・電車好きという趣味を活かし、主にキーボードと併用して電車や新幹線の車内アナウンス・擬音（ドアの閉まる音、発車音など）のものまねを得意とする。同じく鉄道ものまねが持ちネタである中川家との共演がNSC入学時の目標で、THE W決勝進出後にラジオにて達成した。
同じく元自衛官の女性ピン芸人であるやす子とは異なり、自衛隊の経歴はネタに用いない。同じく元自衛官の先輩であるトッカグンのYouTubeチャンネルでのみ、自衛官時代の話を披露している。

## 出演
- ガリゲル（読売テレビ）
- ネタパレ（フジテレビ） - 芸歴わずか2週間で出演[9]。
- 女芸人No.1決定戦 THE W（日本テレビ）
- スッキリ（日本テレビ）
- DAYS（ニッポン放送）[1]
- その他の人に会ってみた（TBS）
- コサキン・天海の超発掘!ものまねバラエティー マネもの（フジテレビ） - 「途中からセクシーすぎてよからぬ妄想をかきたてられる新幹線のぞみのアナウンス」のまねで出演。
- ものまねグランプリ（日本テレビ）[10]